# Phumosia fulva
Phumosia fulva är en tvåvingeart som först beskrevs av Seguy 1941.  Phumosia fulva ingår i släktet Phumosia och familjen spyflugor.
Artens utbredningsområde är Elfenbenskusten. Inga underarter finns listade i Catalogue of Life.